# 栎叶亚菊
栎叶亚菊（学名：Ajania quercifolia）是菊科亚菊属的植物，为中国的特有植物。分布在中国大陆的云南、四川等地，生长于海拔3,200米至3,900米的地区，一般生于山坡林下及林缘灌丛中，目前尚未由人工引种栽培。